# Državno prvenstvo 1931-1932
Il Prvenstvo Jugoslavije u nogometu 1931-1932 (campionato di calcio della Jugoslavia 1931-1932), conosciuto anche come Državno prvenstvo 1931-1932 (campionato nazionale 1931-1932), fu la decima edizione della massima serie del campionato jugoslavo di calcio, disputata tra il 11 settembre e il 6 novembre 1932 e conclusa con la vittoria del Concordia Zagabria, al suo secondo titolo.

## Qualificazioni
```
Le migliori squadre delle 11 sottofederazioni (quest'anno è stata aggiunta quella di Niš), vengono divise in 4 gruppi e le partite vengono disputate dal 22 maggio al 21 agosto 1932.
[
2
]
Le migliori due di ogni gruppo passano al campionato nazionale.
```

### Primo gruppo
|                    | Qualificazione |                    | Data       |
| ------------------ | -------------- | ------------------ | ---------- |
| Segesta            | 0-3            | Viktorija Zagabria | 15.05.1932 |
| Viktorija Zagabria | 4-2            | Segesta            | 22.05.1932 |
|                    |                |                    |            |

|                   | Pos. | Squadra            | Pt | G | V | N | P | GF | GS | QR    |
| ----------------- | ---- | ------------------ | -- | - | - | - | - | -- | -- | ----- |
|                   | 1.   | Viktorija Zagabria | 14 | 8 | 6 | 2 | 0 | 19 | 9  | 2,111 |
|                   | 2.   | Građanski Zagabria | 11 | 8 | 4 | 3 | 1 | 30 | 12 | 2,500 |
|                   | 3.   | 1.SŠK Maribor      | 10 | 8 | 5 | 0 | 3 | 17 | 12 | 1,416 |
|                   | 4.   | Primorje Lubiana   | 4  | 8 | 1 | 2 | 5 | 10 | 27 | 0,370 |
|                   | 5.   | Ilirija            | 1  | 8 | 0 | 1 | 7 | 9  | 25 | 0,360 |
| Fonte: exyufudbal |      |                    |    |   |   |   |   |    |    |       |

|                    | Vik | Gra | Mar | Pri  | Ili |
| ------------------ | --- | --- | --- | ---- | --- |
| Viktorija          |     | 2:2 | 2:1 | 4:0  | 3:2 |
| Građanski Zagabria | 2:2 |     | 5:2 | 10:0 | 4:0 |
| 1.SŠK Maribor      | 1:2 | 3:0 |     | 2:0  | 3:0 |
| Primorje           | 0:2 | 3:3 | 1:2 |      | 4:2 |
| Ilirija            | 1:2 | 0:4 | 2:3 | 2:2  |     |

### Secondo gruppo
|                   | Pos. | Squadra            | Pt | G | V | N | P | GF | GS | QR    |
| ----------------- | ---- | ------------------ | -- | - | - | - | - | -- | -- | ----- |
|                   | 1.   | Hajduk Spalato     | 13 | 8 | 6 | 1 | 1 | 20 | 5  | 4,000 |
|                   | 2.   | Concordia Zagabria | 10 | 8 | 5 | 0 | 3 | 21 | 12 | 1,750 |
|                   | 3.   | HAŠK Zagabria      | 8  | 8 | 4 | 0 | 4 | 13 | 18 | 0,722 |
|                   | 4.   | Slavija Osijek     | 7  | 8 | 3 | 1 | 4 | 21 | 20 | 1,050 |
|                   | 5.   | Građanski Osijek   | 2  | 8 | 1 | 0 | 7 | 8  | 28 | 0,285 |
| Fonte: exyufudbal |      |                    |    |   |   |   |   |    |    |       |

|                  | Haj | Con | HAŠ | Sla | Gra  |
| ---------------- | --- | --- | --- | --- | ---- |
| Hajduk           |     | 3:0 | 4:0 | 2:0 | 2:1  |
| Concordia        | 2:0 |     | 2:1 | 8:2 | 4:0  |
| HAŠK             | 1:4 | 0:2 |     | 4:2 | 4:3  |
| Slavija Osijek   | 1:1 | 4:3 | 0:1 |     | 10:0 |
| Građanski Osijek | 0:4 | 2:0 | 1:2 | 1:2 |      |

### Terzo gruppo
|                   | Qualificazione |                   | Data       |
| ----------------- | -------------- | ----------------- | ---------- |
| Sinđelić Niš      | 0-0            | Gragjanski Skopje | 08.05.1932 |
| Gragjanski Skopje | 2-1            | Sinđelić Niš      | 15.05.1932 |
|                   |                |                   |            |

|                   | Pos. | Squadra           | Pt | G  | V | N | P | GF | GS | QR    |
| ----------------- | ---- | ----------------- | -- | -- | - | - | - | -- | -- | ----- |
|                   | 1.   | Jugoslavija       | 17 | 10 | 8 | 1 | 1 | 41 | 13 | 3,153 |
|                   | 2.   | BSK Belgrado      | 16 | 10 | 7 | 2 | 1 | 36 | 13 | 2,769 |
|                   | 3.   | Slavija           | 14 | 10 | 6 | 2 | 2 | 30 | 19 | 1,578 |
|                   | 4.   | SAŠK              | 5  | 10 | 2 | 1 | 7 | 10 | 24 | 0,416 |
|                   | 5.   | SSK Skopje        | 5  | 10 | 2 | 1 | 7 | 18 | 45 | 0,400 |
|                   | 6.   | Gragjanski Skopje | 3  | 10 | 1 | 1 | 8 | 10 | 31 | 0,322 |
| Fonte: exyufudbal |      |                   |    |    |   |   |   |    |    |       |

|             | Jug | BSK | Sla | SAŠ | SSK | Gra |
| ----------- | --- | --- | --- | --- | --- | --- |
| Jugoslavija |     | 3:2 | 5:0 | 2:0 | 7:2 | 5:1 |
| BSK         | 2:1 |     | 2:1 | 6:0 | 6:1 | 2:0 |
| Slavija     | 4:4 | 2:2 |     | 3:0 | 5:2 | 5:0 |
| SAŠK        | 1:4 | 1:3 | 0:2 |     | 1:1 | 1:2 |
| SSK Skopje  | 0:4 | 2:9 | 3:6 | 1:4 |     | 5:3 |
| Gragjanski  | 1:6 | 2:2 | 1:2 | 0:2 | 0:1 |     |

### Quarto gruppo
|               | Qualificazione |               | Data       |
| ------------- | -------------- | ------------- | ---------- |
| BASK Belgrado | 6-0            | Šparta Zemun  | 08.05.1932 |
| Šparta Zemun  | 1-4            | BASK Belgrado | 15.05.1932 |
|               |                |               |            |

|                   | Pos. | Squadra            | Pt | G  | V | N | P | GF | GS | QR    |
| ----------------- | ---- | ------------------ | -- | -- | - | - | - | -- | -- | ----- |
|                   | 1.   | BASK Belgrado      | 16 | 10 | 8 | 0 | 2 | 48 | 14 | 3,428 |
|                   | 2.   | Vojvodina          | 14 | 10 | 6 | 2 | 2 | 23 | 12 | 1,916 |
|                   | 3.   | Bačka Subotica     | 14 | 10 | 7 | 0 | 3 | 29 | 24 | 1,208 |
|                   | 4.   | Mačva Šabac        | 8  | 10 | 2 | 4 | 4 | 18 | 25 | 0,720 |
|                   | 5.   | Slavija Sombor     | 4  | 10 | 1 | 2 | 7 | 17 | 33 | 0,515 |
|                   | 6.   | Obilić V. Bečkerek | 4  | 10 | 2 | 0 | 8 | 21 | 48 | 0,437 |
| Fonte: exyufudbal |      |                    |    |    |   |   |   |    |    |       |

|           | BAS | Voj | Bač | Mač | Sla | Obi  |
| --------- | --- | --- | --- | --- | --- | ---- |
| BASK      |     | 2:3 | 9:1 | 8:0 | 5:1 | 11:2 |
| Vojvodina | 0:1 |     | 3:1 | 1:1 | 2:0 | 4:1  |
| Bačka     | 2:1 | 3:0 |     | 5:0 | 4:2 | 4:3  |
| Mačva     | 1:2 | 1:1 | 4:1 |     | 2:2 | 5:0  |
| Slavija   | 2:5 | 1:3 | 1:4 | 1:1 |     | 4:3  |
| Obilić    | 2:4 | 1:6 | 1:4 | 4:3 | 4:3 |      |

## Campionato nazionale
```
Le otto squadre qualificate si sfidano in un torneo ad 
eliminazione diretta
 andata/ritorno.
```

### Quarti di finale
| Squadra 1          | Totale | Squadra 2          | Andata     | Ritorno    |
| ------------------ | ------ | ------------------ | ---------- | ---------- |
|                    |        |                    | 11.09.1932 | 09.10.1932 |
| Viktorija Zagabria | 3–10   | Concordia Zagabria | 0–3        | 3–7        |
|                    |        |                    | 11.09.1932 | 18.09.1932 |
| Vojvodina          | 4–9    | Jugoslavija        | 2–5        | 2–4        |
|                    |        |                    | 11.09.1932 | 25.09.1932 |
| Hajduk Spalato     | 5–2    | Građanski Zagabria | 3–0        | 2–2        |
| BSK Belgrado       | 6–2    | BASK Belgrado      | 3–1        | 3–1        |

### Semifinali
| Squadra 1      | Totale | Squadra 2          | Andata     | Ritorno    |
| -------------- | ------ | ------------------ | ---------- | ---------- |
|                |        |                    | 16.10.1932 | 23.10.1932 |
| Jugoslavija    | 1–6    | Concordia Zagabria | 0–0        | 1–6        |
| Hajduk Spalato | 3–0    | BSK Belgrado       | 0–0        | 3–0        |

### Finale
| Squadra 1      | Totale | Squadra 2          | Andata     | Ritorno    |
| -------------- | ------ | ------------------ | ---------- | ---------- |
|                |        |                    | 30.10.1932 | 06.11.1932 |
| Hajduk Spalato | 2–4    | Concordia Zagabria | 1–2        | 1–2        |

### Statistiche

#### Classifica marcatori
| Gol |  |  | Giocatore            | Squadra            |
| --- |  |  | -------------------- | ------------------ |
| 9   |  |  | Svetislav Valjarević | Concordia Zagabria |
| 3   |  |  | Egidije Martinović   | Concordia Zagabria |
| 3   |  |  | Ante Bakotić         | Hajduk Spalato     |
| 3   |  |  | Ljubomir Popović     | Jugoslavija        |
| 2   |  |  | Nikola Babić         | Concordia Zagabria |
| 2   |  |  | Vladimir Lolić       | Concordia Zagabria |
| 2   |  |  | Vladimir Kragić      | Hajduk Spalato     |
| 2   |  |  | Đorđe Vujadinović    | BSK Belgrado       |
| 2   |  |  | Borislav Nikolić     | Jugoslavija        |
| 2   |  |  | Stojan Milanović     | Jugoslavija        |
| 2   |  |  | Slavko Milošević     | Jugoslavija        |
| 2   |  |  | Dušan Marković       | Vojvodina          |
| 2   |  |  | Ladislav Bondora     | Viktorija Zagabria |
| 2   |  |  | Leo Lemešić          | Hajduk Spalato     |

#### Arbitri
| Partite dirette | Arbitro           | Città    | Nazionalità         |
| --------------- | ----------------- | -------- | ------------------- |
| 3               | Hans Frankenstein | Vienna   | Austria (bandiera)  |
| 2               | Ernest Fabris     | Zagabria |                     |
| 1               | Andrija Kujundžić | Subotica |                     |
| 1               | Milenko Podupski  | Zagabria |                     |
| 1               | Stanojlo Joksić   | Belgrado |                     |
| 1               | Oskar Willer      | Zagabria |                     |
| 1               | Ivan Kapp         | Sarajevo |                     |
| 1               | Milan Rakić       | Sarajevo |                     |
| 1               | Ljubomir Kniffer  | Osijek   |                     |
| 1               | Alois Beranek     | Vienna   | Austria (bandiera)  |
| 1               | Sándor Bíró       | Budapest | Ungheria (bandiera) |

#### Squadra campione
- HŠK Concordia
  - (Allenatore: Bogdan Cuvaj)
  - Sergije Demić
  - Stjepan Pavičić
  - Ivan Belošević
  - Boško Ralić
  - Đuka Agić
  - Pavao Löw
  - Egidio Martinović
  - Nikola Babić
  - Svetislav Valjarević
  - Slavko Kodrnja
  - Zvonko Jazbec
  - Vladimir Lolić
  - Milan Vukonić
  - Boris Praunsperger